# Francis Wilhelm Richter
Francis Wilhelm Richter (5 de febrer de 1888 a Minneapolis, Minnesota / Estats Units † 25 de desembre de 1938 a Los Angeles, Estats Units) fou un compositor i pianista estatunidenc.
Nebot del cèlebre director d'orquestra Hans Richter, feu els estudis en el Conservatori de Viena, ciutat en què es presentà per primera vegada com a pianista, junt amb l'Orquestra Filharmònica el 1909. Després donà concerts en les principals ciutat alemanyes, així com a Londres i a París, el 1910 retornà al seu país natal, on aconseguí sorollosos èxits en el seu doble aspecte de pianista i compositor.
També fou un notable organista, i entre les seves produccions i figuren l'òpera The Grand Nazar; una simfonia; un concert per a piano, i d'altres moltes composicions per aquest instrument i per a orquestra.